# 에스트론
에스트론(Estrone, E1, oestrone)은 스테로이드, 약에스트로겐, 여성 성 호르몬이다. 에스트라디올, 에스트리올과 함께 주된 3가지 내인성 에스트로겐 가운데로 하나이다. 다른 에스트로겐과 마찬가지로 에스트론은 콜레스테롤로부터 합성되며 생식샘에서 주로 분비되지만 지방 조직 내의 부신 안드로겐으로부터 형성될 수도 있다. 에스트라디올과 비교하자면, 에스트론과 에스트리올 모두 에스트로겐으로서 훨씬 활동력이 약한 편이다.
에스트론은 에스트라디올로 변환될 수 있으며 주로 에스트라디올의 전구체나 대사 중간 생성물의 역할을 한다.
자연 호르몬의 역할 외에도 에스트론은 이를테면 호르몬 대체요법을 위해 의약품으로 사용되고 있다. 에스트론의 약물 이용과 관련해서는 에스트론 (약물) 문서를 참고할 것.

## 역사
에스트론은 최초로 발견된 스테로이드 호르몬이었다. 미국의 과학자 에드워드 도이지와 에드거 알렌(Edgar Allen), 독일의 생화학자 아돌프 부테난트에 의해 독립적으로 1929년 발견되었으나 도이지와 알렌은 부테난트에 앞서 2개월 전 분리하였다. 이들은 임신한 여성의 소변으로부터 결정 형태로 에스트론을 분리시켜 정제하였다.